# Porto San Giorgio-Fermo
Porto San Giorgio-Fermo (włoski: Stazione di Porto San Giorgio-Fermo) – stacja kolejowa w Porto San Giorgio, w regionie Marche, we Włoszech. Znajduje się tu 1 peron.